# Nephodia claribrunnea
Nephodia claribrunnea là một loài bướm đêm trong họ Geometridae.